# SVGV
SVGV（サガ）は、ロサンゼルスを拠点とするアジアンエレクトロニック・ダンス・ミュージックユニット。2016年、グループ名のスペリングをSAGAからSVGVに変更した（読み方同じ。）

## メンバー
RIO（リオ）：Producer・Programming
- 日本出身。
- アメリカ、中国、インドネシア等で音楽プロデューサーとして活動した後SAGAを結成する[1]。

KEVIN（ケビン）：Vocal
- 中国出身[1]。
- 中国の著名オーディション番組にてトップ10に入賞後、RIOと出会う。

RAMY（ラミー）：Vocal
- 韓国出身[1]。
- 日本での活動が夢の一つであったことを日本での初インタビューで語る[1]。

## 概要
2014年
- 3月1日にプロデューサーのRIOを中心に現在のメンバーが集まり活動を開始[2]。
- グループ結成に先立ちRIOとKEVINがフジテレビ放送の第40回New Years World Rock Festivalに出演し、SAGAの楽曲を初披露した[3]。
- 1月18日、インドネシアにおいてRIOが単独で国内視聴率No1番組である「Yuk Keep Smile」に出演し、インドネシアにて活動開始を発表した[4]。
- 3月16日、インドネシアにおいて3大局であるSCTV出演、インドネシアのアイドルグループ「Cherrybelle」と競演[2]。
- 3月1日、FACEBOOK上のみで活動開始を宣言し、2週間で各国から1万人のファンを集め話題になった[2]。
- インドネシア国内大手携帯電話メーカー「MAXTRON」のイメージキャラクターとして起用される[5]。
- 「MAXTRON」のCMにて、少女時代やSUPER JUNIORの振付師であるRINO NAKASONEと共演、4カ国語で平和へのメッセージを歌う楽曲『ONE』の一部を放送した[5]。
- 3月27日、日本においても正式にグループの活動開始が「アジアで人気の日韓中ユニット」として音楽メディアにてとりあげられた[5]。
- 3月29日、中国においてSAGAの正式デビューが、中国最大の動画サイトのひとつであるLETVで特集枠にて発表された[6]。
- 4月1日、韓国においてSAGAの正式デビューが、韓国の著名ニュースサイトASIA TODAYにて芸能枠トップ掲載で発表された[7]。
- 4月2日、日本において最大規模の音楽サイト「Barks」にて、4月2日付けでアーティストランキング初登場1位を獲得した[8]。
- 春、中国にてTVドラマ「伝承」の主題歌を含む全楽曲を担当。外国人がドラマ主題歌を担当するのは中国のドラマとしては初めてである[2]。
- 5月、インドネシアにて最大級の祭、縁日祭に出演予定[5]。
- SAGAは特定の音楽レーベルやマネジメント事務所に所属しておらず、国際的な全ての活動を自分達と各国の仲間とのみで行っていることも新しい手法として注目されている[2]。

## SaGaとしての来歴
- SAGAの前身として、SaGaというユニットがある。SaGaはRIOを中心にAvex groupからメジャーデビューした[9]。
- 2005年、アメリカでThe Best Game of the Yearに輝いたVIEWTIFUL JOEが日米でアニメ化されることとなり、そのオープニング＆エンディング曲がデビュー作となった[10]。
- 続いて8月、翌クールの主題歌として2nd single「Spirit Awake」が、VIEWTIFUL JOEの新オープニングソングとして発売され、初のライブの舞台として選ばれたのはAVEXが主催する日本最大規模のフェスティバルA-nationだった。 同年11月、再び世界的に有名なアニメ「頭文字D」のタイアップが来まり、3rd single「円-MADOKA-」が発売。プロモーションの為に来日し、数千人規模のイベントに出演した[9]。
- 中国河南衛星TVが放送する中国最大の格闘番組「武林風」とフジテレビが共同で2006年から行なっていた中国最大級の格闘イベント番組 「グローバルトップファイター」でライブを行い6000人を動員。中国にはない衝撃的な音楽とコスチュームで大きな反響を呼びおよそ50社以上の現地メディアにその様子を取り上げられた[11]。
- その他の来歴はSaGaを参照。なおグループの方針として、過去のSaGaと2014年の日韓中グループSAGAは、全く違ったグループであるとして、SAGAの公式な情報には、過去のSaGaについては記載されない。しかし楽曲のメッセージ性やグループ名の意味など、一貫している要素も多い。

## 各国におけるタイアップ
- TOGETHER －你还有我－　（中国TVドラマ「伝承」テーマソング）[5]
- XINJIE －心解－　（中国TVドラマ「伝承」エンディングソング）[5]
- RAINBOW －彩虹－　（中国TVドラマ「伝承」挿入歌）[5]
- TRAVELING －追风去－　（中国TVドラマ「伝承」挿入歌）[5]
- ONE　（インドネシア携帯電話「MAXTRON」CMソング）[5]